# Plama na Złotej Puszczy

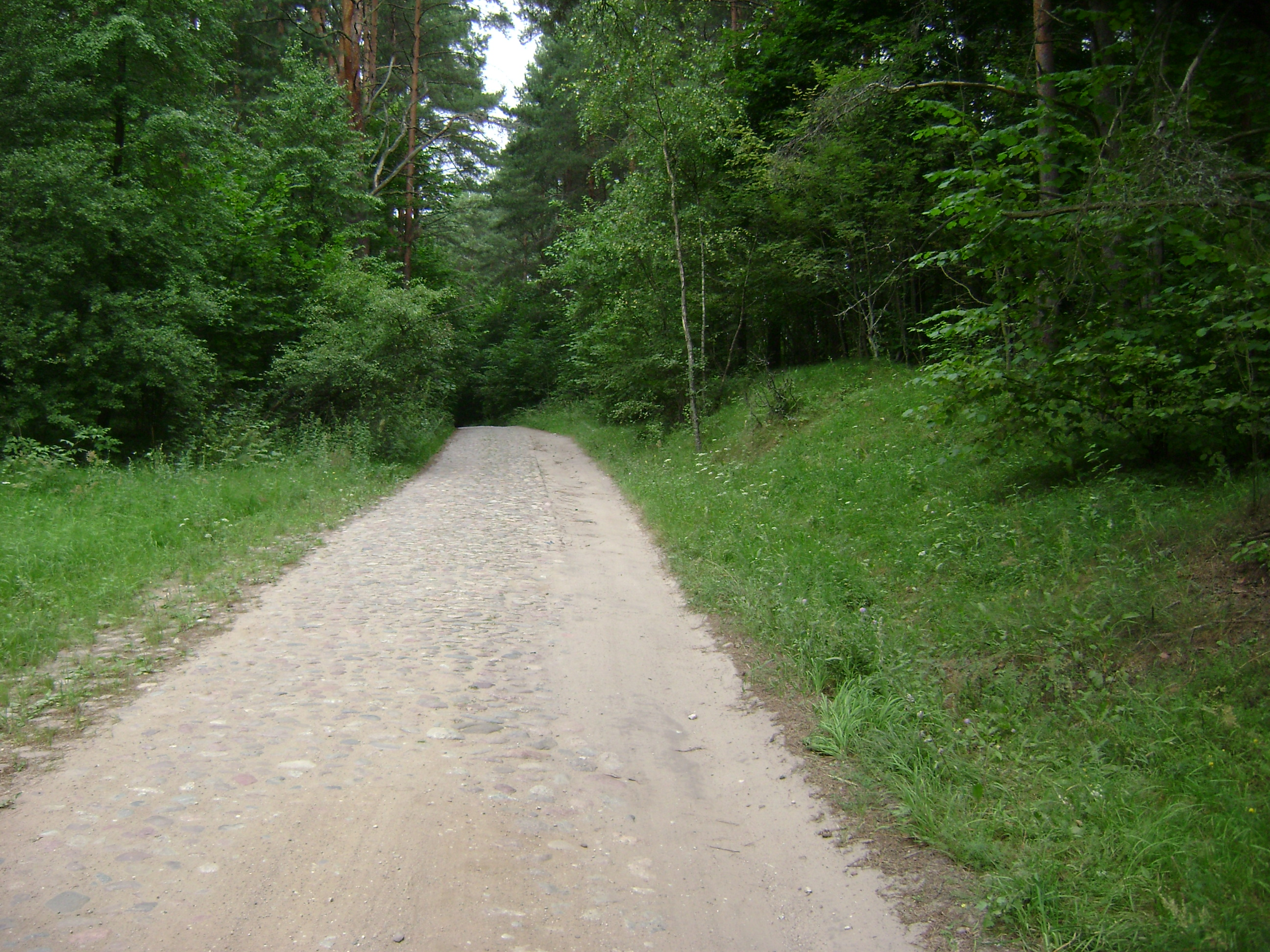
Puszcza mazurska stanowi tło akcji

Plama na Złotej Puszczy – powieść młodzieżowa o tematyce mazurskiej autorstwa Bolesława Mrówczyńskiego, napisana w latach 1957-1958.

## Fabuła
Akcja powieści rozgrywa się w lipcu 1956 na bliżej nieokreślonym terenie Mazur. Harcerz – druh Kowalski, przewodzący zastępowi Czajek przybywa na obóz letni do mazurskiej puszczy wraz z dwoma innymi zastępami - Kruków i Niedźwiedzi. Ideą obozu jest wysłanie harcerzy w miejsce przez nich nieznane, bez map. Mapy powstają stopniowo, w miarę tworzenia obozu i poznawania przez młodzież okolicy. Harcerze już na wstępie pomagają leśnikom gasić pożar lasu. Poznają też lokalną społeczność – mieszkańców Starej Wsi, w tym Karola Osińskiego (chłopaka zainteresowanego tropieniem) i jego psa Zilka, Zygfryda Boeniga, przedwojennego działacza polonijnego, członka Związku Polaków w Niemczech oraz rodzinę Rojków – początkowo nieufnie usposobioną do Mazurów. Większość mieszkańców wsi stanowią powojenni osiedleńcy – przybyli z Kurpiów, Małopolski i z Kresów. Wszyscy oni nie darzą Mazurów sympatią, nazywając ich Niemcami. Harcerze starają się pomagać dość zaniedbanej wsi (remonty gospodarstw), a także łagodzić konflikty etniczne. Osią akcji jest śledztwo prowadzone przez zastęp, mające na celu wytropienie podpalaczy lasów i niszczycieli szkółek (do podejrzanych, tropionych po śladach należą: Łatana Podeszwa, Ścięty Obcas i Wyszczerbiona Podkowa).